# 达建文
达建文（1963年—），甘肃永登人，汉族，中华人民共和国政治人物、第十二届全国人民代表大会山东地区代表。
毕业于中科院兰州化物所物理化学专业。加入中国民主同盟。担任齐鲁石化研究院院长。2008年起担任全国人大代表。2013年，担任全国人大代表。2018年1月，当选第十三届全国政协委员。